# Sólo mía
Sólo mía es una película española protagonizada por Sergi López y Paz Vega y dirigida por Javier Balaguer. Está basada en la violencia machista y es la primera película hecha en España que trata el tema de la violencia de género. Basada en hechos reales.

## Argumento
Joaquín (Sergi López) y Ángela (Paz Vega) son una pareja feliz y enamorada. El amor surgió entre ellos de un flechazo, se casaron a los pocos meses y eran felices. Su primer embarazo les llenó de dicha... hasta que poco después aparecieron los primeros reproches e insultos. Tan sólo fue necesario un mal día de Joaquín para que Ángela descubriera el verdadero carácter violento de su esposo.

## Reparto
- Sergi López ... Joaquín
- Paz Vega ... Ángela
- Elvira Mínguez ... Andrea
- Alberto Jiménez ... Alejandro
- María José Alfonso ... Madre Ángela
- Beatriz Bergamín ... Cuñada Ángela
- Asunción Balaguer ... Tia Ángela
- Ginés García Millán ... Hermano Ángela
- Blanca Portillo ... Abogada
- Luis Hostalot ... Abogado

## Comentarios
- Está dirigida por Javier Balaguer. Otras películas suyas son Escuela de seducción y Oriundos de la noche.

## Premios

### Goya 2002
| Categoría              | Persona                      | Resultado  |
| ---------------------- | ---------------------------- | ---------- |
| Mejor director novel   | Javier Balaguer              | Candidato  |
| Mejor actor            | Sergi López                  | Candidato  |
| Mejor actriz           | Paz Vega                     | Candidatos |
| Mejor canción original | Clara Montes Eusebio Bonilla | Candidatos |

- Datos: Q6137317